# Damien Yzerbyt
Pour les articles homonymes, voir Yzerbyt.
Damien Yzerbyt (né à Courtrai le 10 décembre 1963 et décédé d'un cancer du pancréas dans la ville de Mouscron le 19 janvier 2014) est un homme politique belge, membre du Centre démocrate humaniste.
Il fut licencié et agrégé en Philologie romane (UCLouvain) et bachelor en théologie (UCLouvain, 1987); professeur de français et de religion au Collège technique Saint-Henri de Mouscron; dans la foulée des mouvements de grèves dans l'enseignement de 1990-1991, il est désigné par ses collègues au sein d'un organe de concertation appelé le Conseil d’Entreprise (1992-2004).

## Carrière politique
- Conseiller communal de 1995 à 2001
- Échevin chargé du Budget, de l'Urbanisme et l'Aménagement du Territoire, du Logement, de la Jeunesse, de la problématique de la Mobilité de la ville de Mouscron de 2001 à 2014.
- Député fédéral en 2004-2005
- De 2005 à 2014 : député wallon et de la Communauté française. Idès Cauchie lui succède en février 2014